# Йоанникій (Савінов)
Йоанникій (Савінов) (?—1855) — ієромонах Російської православної церкви, учасник оборони Севастополя (Кримська війна).

## Біографія
Родом зі слободи Алексєєвки Воронізької губернії.
Ієромонах Георгіївського монастиря в Балаклаві, за іншими відомостями — Бахчисарайського Успенського скиту.
Під час Кримської війни перебував на службі при 45-му флотському екіпажі. Відзначився в бою за Камчатський манеж у ніч з 10 на 11 березня 1855 року, коли власним прикладом надихнув солдатів загону генерал-лейтенанта Хрульова та закликом до молитви спонукав їх до битви з ворогом. У цьому бою, надаючи допомогу пораненим і присмертним, отець Йоанникій зазнав контузії. Згодом вона виявилася смертельною.
Про самовідданий подвиг ієромонаха Йоанникія було повідомлено імператору Олександру ІІ, який нагородив його орденом Святого Георгія Побідоносця IV ступеня (№ 9608; 15.05.1855) або, за іншими даними, — орденом Святої Анни III ступеня (22.06.1855, посмертно). Дізнавшись про героїчну загибель ієромонаха, граф Дмитро Шереметєв дарував волю його матері та всім його родичам.